# 김동현 (1988년)
김동현(金同賢, 1988년 1월 12일 ~ )은 대한민국의 전직 스타크래프트 프로게이머이다. Saint라는 아이디를 사용하며, 종족은 저그이다. MBC게임 히어로 소속이었다.
2004년부터 프로게이머 활동을 시작하였으며, 2005년 상반기 드래프트에서 이고시스 POS(현 MBC게임 히어로)의 1차 지명으로 입단하였다.
08-09시즌 부진에 빠져 좋은 성적을 내지 못하였으나 09-10시즌 프로리그에서 한상봉,이제동에게 승리하였다.
신한은행 프로리그 10-11 종료 이후 팀이 해체되었고, 이후 은퇴하였다.

## 주요 기록
- 2004년 9월 제5회 커리지 매치 입상
- 2009년 12월 NATE MSL 2009 16강